# Une tête bien faite
Une tête bien faite (en anglais : Use Your Head) est un ouvrage du psychologue britannique Tony Buzan, publié en 1974. Ce livre traite de la mémorisation et de l'apprentissage, et présente plusieurs méthodes: la lecture rapide, le Mind mapping et la "méthode fonctionnelle d'apprentissage". Selon son auteur, il se veut un "manuel d'utilisation du cerveau".

## Genèse du livre
Il s'agit de l'un des cinq livres publiés en lien avec l'émission télévisée Use Your Head créée par Buzan en 1974 pour la BBC. L'auteur a conçu ce livre comme "le prolongement de cette émission" . Les autres titres dans cette série d'ouvrages sont Mind map, La lecture rapide et Tout sur la mémoire.

## Structure du livre
L'ouvrage est divisé en dix chapitres (dans l'édition de 2003):
1. Le rêve impossible d'Edward Hughes
2. Vos capacités intellectuelles sont plus grandes que vous ne le pensez
3. Comment le cerveau humain a été bridé
4. Lire plus vite et mieux
5. La mémoire
6. Mind maps – introduction à la nature des mots et des pensées
7. Mind maps – les lois naturelles
8. Mind maps – techniques et applications
9. La méthode fonctionnelle d'apprentissage
10. Quel avenir pour l'homme ?

## Succès éditorial
Le livre a connu plusieurs rééditions, après sa première publication en 1974. En France, la deuxième édition est publiée en 1997 par les Éditions d'Organisation, suivie par une 3e édition en 2003, et une 4e en 2011.
Le titre de la traduction française fait allusion à une phrase de Montaigne: "Mieux vaut tête bien faite que tête bien pleine".